# Jean Lassalle
Jean Lassalle (ur. 3 maja 1955 w Lourdios-Ichère) – francuski polityk i samorządowiec, poseł do Zgromadzenia Narodowego, kandydat w wyborach prezydenckich w 2017 i 2022.

## Życiorys
Z wykształcenia technik rolnik. W 1977 został merem swojej rodzinnej miejscowości, uzyskując następnie reelekcję na ten urząd w kolejnych wyborach. Zasiadał również w radzie departamentu Pireneje Atlantyckie, pełniąc funkcję jej wiceprzewodniczącego. Był działaczem Unii na rzecz Demokracji Francuskiej.
W wyborach w 2002 po raz pierwszy uzyskał mandat posła do Zgromadzenia Narodowego. Z powodzeniem ubiegał się o reelekcję w 2007 i 2012. W 2006 prowadził 39-dniowy strajk głodowy przeciwko planom japońskiego przedsiębiorstwa Toyal, które planowało przenieść w inne miejsce fabrykę znajdującą się w jego okręgu wyborczym. W 2007 był jednym z nielicznych deputowanych UDF, którzy poparli François Bayrou i powołanie na bazie unii Ruchu Demokratycznego. Wszedł następnie w skład władz krajowych nowego ugrupowania.
W 2016 wystąpił z Ruchu Demokratycznego. W 2017 wystartował w wyborach prezydenckich, w pierwszej turze głosowania otrzymał 1,2% głosów, zajmując 7. miejsce wśród 11 pretendentów. W tym samym roku jako niezależny kandydat prawicy został ponownie wybrany do Zgromadzenia Narodowego. W 2022 po raz drugi ubiegał się o urząd prezydenta, w pierwszej turze głosowania dostał 3,1% głosów (7. wynik wśród 12 kandydatów).